# Лэшер (роман)
«Лэ́шер» (англ. Lasher) — второй роман американской писательницы Энн Райс из цикла «Мэйфейрские ведьмы». Вошёл в список бестселлеров по версии Publishers Weekly за 1993 год.

## Сюжет
Роман начинается с событий, следующих за таинственным исчезновением доктора Роуан Мэйфейр, недавно вышедшей замуж за подрядчика Майкла Карри. Чувствуя себя преданным любимой, Майкл погружается в двухмесячную депрессию, чему также способствуют прописанные ему лекарства, которые он принимает после столкновения с Лэшером.
В дом на Первой улице приезжает соблазнительная авантюристка Мона Мэйфейр, рано повзрослевшая девочка, сильная ведьма и кузина Роуан со стороны Джулиена. Она обольщает Майкла, тем самым вызволяя его из прострации и побуждая заняться поиском пропавшей супруги. Теперь Карри убеждён, что все действия жены спланированы Лэшером и действует Роуан отнюдь не по своей воле.
И хотя сама Роуан обеспечила побег Лэшера из семейного дома, теперь женщина страдает в заключении, которое устроил созданный ею же монстр. Он жестоко избивает Роуан, а все попытки совокупления с матерью заканчиваются выкидышами. Пара путешествует по Женеве, Цюриху, Парижу, Берлину, Лондону и  шотландскому Доннелейту. Роуан удаётся проводить исследования эмбрионов. Тайком от насильника она отсылает образцы его ДНК коллегам в Сан-Франциско, которые обнаруживают, что Лэшер абсолютно новый неизведанный вид и у самой Роуан есть генетическая патология — 92 хромосом (в два раза превосходит обычную для людей норму), что вероятно и помогло появиться на свет Лэшеру.
Тандем возвращается в Штаты, точнее в Нью-Йорк, где Лэшер намеревается оплодотворить других женщин семейства Мэйфейр чтобы получить Талтоса, так как полагает что все они обладательницы 92 хромосом. Все его попытки терпят крах, поскольку женщины не в состоянии выносить плод и умирают от обильного кровотечения. Роуан сбегает от Лэшера, добирается автостопом до Луизианы и в ужасных условиях рожает дочь Эмалет, первую женщину из рода Талтосов. Еле живая Роуан обращается к дочери с призывом найти Майкла.
Однако, Роуан была найдена и чудесным образом спасена, но последний выкидыш сделал своё чёрное дело и поставил-таки крест на материнстве. Из благотворительной больницы, Роуан, всё ещё находящуюся в коме, отправляют в дом на Первой улице.
Книга разделена на четыре взаимосвязанные истории, большая часть описания которых рассказывает о жизни дяди Джулиена, и обнаружившего демона Лэшера.